# 그녀의 취미생활
《그녀의 취미생활》은 2023년에 개봉한 대한민국의 영화이다.

## 캐스팅
- 정이서 : 정인 역
- 김혜나 : 혜정 역
- 우지현 : 광재 역
- 황정남 : 재순 역
- 조정근 : 창수 역
- 박혜진 : 정인할머니 역
- 김연재 : 동이할머니 역
- 임새벽 : 부녀회장 역
- 오정민 : 마을이장 역